# Thisted Fodbold Club
Il Thisted Fodbold Club, meglio noto come Thisted, è una società calcistica danese con sede nella città di Thisted. Milita in 1. Division, la seconda serie del campionato danese di calcio.

## Palmarès

### Altri piazzamenti
- 2. Division:

Promozione: 2016-2017

## Organico

### Rosa 2017-2018
| N. |                      | Ruolo | Calciatore               |
| -- | -------------------- | ----- | ------------------------ |
| 1  | Danimarca (bandiera) | P     | Mikkel Petersen          |
| 15 | Danimarca (bandiera) | P     | Johny Eriksen            |
| 30 | Danimarca (bandiera) | P     | Mathias Salomonson       |
| 3  | Danimarca (bandiera) | D     | Tommy Markussen          |
| 5  | Nigeria (bandiera)   | D     | Mojo Kingsley            |
| 8  | Danimarca (bandiera) | D     | Jesper Overgaard         |
| 2  | Danimarca (bandiera) | D     | Rasmus Olsen             |
| 20 | Danimarca (bandiera) | D     | Casper Falborg Nordström |
| 23 | Danimarca (bandiera) | D     | Danni Lauridsen          |
| 25 | Danimarca (bandiera) | D     | Mikkel Taiki Pedersen    |
| 6  | Danimarca (bandiera) | C     | Daniel Kristensen        |
| 7  | Danimarca (bandiera) | C     | Christian Flindt-Bjerg   |

| N. |                      | Ruolo | Calciatore            |
| -- | -------------------- | ----- | --------------------- |
| 16 | Danimarca (bandiera) | C     | Thomas Christensen    |
| 19 | Danimarca (bandiera) | C     | Kasper Dam Mortensen  |
| 11 | Danimarca (bandiera) | C     | Anders Brøchner       |
| 4  | Danimarca (bandiera) | C     | Jacob Sørensen        |
| 9  | Danimarca (bandiera) | A     | Christian Andreasen   |
| 10 | Danimarca (bandiera) | A     | Peter Bechmann        |
| 14 | Danimarca (bandiera) | A     | Martin Nielsen        |
| 18 | Danimarca (bandiera) | A     | Simon Elkjær Nielsen  |
| 21 | Danimarca (bandiera) | A     | Mickey Berg           |
| 22 | Danimarca (bandiera) | A     | Mikkel Agger          |
| 12 | Danimarca (bandiera) | A     | Kristoffer Strangholt |